# Максим Плануд
Максим Плануд (грчки: Μάξιμος Πλανούδης, латински: Máximos Planoúdēs, око 1260. у Никомедији - око 1305. у Цариграду) је био византијски писац, монах, математичар, преводилац, дипломата, граматичар и теолог. 

## Биографија
Максим Плануд је био један од најученијих људи свога времена. Припадао је писцима из периода тзв. "Ренесансе Палеолога", тј. периода културне и духовне обнове Византијског царства након ослобођења Цариграда од латинске власти. Рођен је између 1250. и 1260. године у Никомедији. Прешао је у Цариград након ослобођења. Замонашио се и узео је име Максим. Световно име било му је Манојло, а по обичају се почетно слово монашког имена изједначавало са почетним словом световног. Своје знање преносио је подучавајући ученике у школи која је постојала при манастиру Хори. Радио је и у школи манастира Акаталипта. Учествовао је у догматским расправама поводом Лионске уније (1274), покушаја цара Михаила VIII Палеолога да приближавањем западу избегне рат са антивизантијском коалицијом Карла Анжујског. Тада је вероватно научио латински, те је постао један од најпознатијих преводилаца латинске књижевности и теологије. Учествује у Андрониковом посланству Венецији (Млетачка република) 1296. године. Умро је око 1310. године, остављајући трага у византијском школству. 

## Дело
Књижевна заоставштина Максима Плануда обухвата црквене и друге књижевне радове. Сачувани су радови из граматике, стилска вежба у облику похвале зими, стихови, схолије уз античке песнике и прозаисте, спис из математике, збирка изрека, збирка одломака из античке литературе, похвално слово Михаилу IX, преводи Овидија, Боетија, Августина и других латинских писаца. 